# Şingədulan
Şingədulan è un comune dell'Azerbaigian situato nel distretto di Lerik. Conta una popolazione di 970 abitanti.